# Netzwelt
Netzwelt (Eigenschreibweise netzwelt) ist ein deutschsprachiges Web-Portal der gleichnamigen netzwelt GmbH mit Sitz in Hamburg. Es erreichte im April 2019 10,56 Millionen Besucher und rund 29 Millionen Seitenaufrufe, womit es zu diesem Zeitpunkt zu den reichweitenstärksten IT-Medien im deutschsprachigen Raum gehörte.

## Geschichte
Im Zuge der aufstrebenden New Economy übernahmen Sascha und Dirk Hottes im Jahr 1999 das Nachrichtenportal MP3 World, das sich primär mit MP3-Playern und Audio-Software beschäftigte. Die Website wurde zunächst nebenberuflich von der H2 Web GbR mit Sitz in Darmstadt betrieben, da die beiden Gründer noch einer anderen beruflichen Tätigkeit nachgehen. Neben tagesaktuellen Nachrichten beinhaltete das Portal auch ein Forum.
2003 erfolgte die Gründung der H2 media factory GmbH, die ihren Sitz ebenfalls in Darmstadt hat und den Betrieb des Angebots von der H2 Web GbR übernahm. Das Unternehmen stellt sich zunächst als Webagentur auf und entwickelt MP3 World parallel. Zu diesem Zeitpunkt stand die Domain netzwelt.de zum Verkauf, welche durch das Unternehmen erworben wurde. Anschließend wurde MP3 World unter der Bezeichnung Netzwelt neu gestartet.
Seit Mitte Dezember 2004 ist Netzwelt in seiner heutigen Form ununterbrochen erreichbar. Zunächst standen die Themen Software, Gaming und DSL im Vordergrund.
Im September 2006 startete mit Akuma ein Schwesterportal von Netzwelt, das ebenfalls von der H2 media factory GmbH betrieben und von derselben Redaktion bearbeitet wird. Zu Beginn wurden etwa 100.000 Musikstücke kostenpflichtig angeboten, die ohne DRM-Schutz beliebig verwendet werden konnten. Im August 2007 wurde Akuma aus der Betaphase entlassen und gehörte mit 10.000 registrierten Nutzern und 600.000 Titeln zu den größten Musikportalen in Deutschland.
Aufgrund des rasanten Wachstums von Akuma, dessen Musik auch auf Netzwelt angeboten wurde, verlegte der Betreiber beider Angebote Mitte 2008 seinen Sitz nach Hamburg. Im Juli 2008 wurde die H2 media factory GmbH für Netzwelt und Akuma als Landessieger im Wettbewerb GründerChampion 2008 der Kreditanstalt für Wiederaufbau ausgezeichnet.
2008 beteiligten sich außerdem die CatCap Kapitalanlagen GmbH & Co. KG und Tim Schumacher, Mitgründer und Geschäftsführer von Sedo, an Netzwelt. Nach netzwelt und eigenen Angaben trat dabei CatCap als Vermittler auf.
Aufgrund des Erfolgs kommerzieller Download-Plattformen, besonders iTunes, wurde Akuma bereits Anfang 2010 wieder verkauft. Inhaber des Angebots ist seitdem eine Berliner Webagentur, die es nicht mehr weiterentwickelt und faktisch eingestellt hat. Nach dem Verkauf benennt sich die H2 media factory GmbH im August 2011 in netzwelt GmbH um.
Ende Februar 2011 kündigte Netzwelt als erstes deutsches IT-Magazin eine speziell optimierte Version für das Apple iPad an. Diese wurde nicht als native App umgesetzt, sondern basiert auf HTML5 und CSS3, sodass keine Installation notwendig ist und neben dem iPad auch andere Tablet-Computer unterstützt werden. Dieses Magazin wurde inzwischen mit der 94. und letzten Ausgabe vom 12. Juli 2013 eingestellt.

## Inhalte

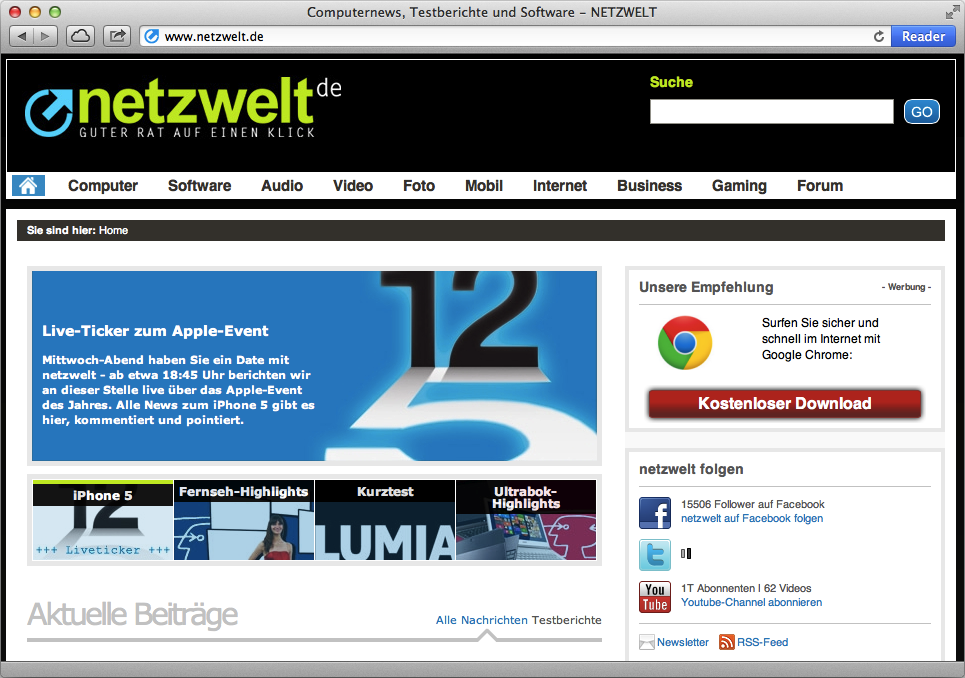
Bildschirmfoto von netzwelt.de

In den Anfangsjahren hat sich Netzwelt primär auf Nachrichten aus dem breiten Spektrum der Informations- und Kommunikationstechnik konzentriert. Seit 2010 positioniert sich das Portal verstärkt als Ratgeber für sogenannte Consumer Electronics. Dadurch treten Software, Gaming und Themen für professionelle Anwender zunehmend in den Hintergrund, während jetzt mobile Endgeräte – insbesondere Smartphones und Tablets – verstärkt behandelt werden. Insgesamt besitzt Netzwelt derzeit neun Kategorien, in denen täglich zwischen 20 und 50 Meldungen erscheinen.
Tagesaktuelle Nachrichten auf Netzwelt werden ohne Material von Presseagenturen verfasst. Das Forum wurde Ende 2015 eingestellt, seitdem gibt es nur noch selbst erstellte redaktionelle Inhalte. Netzwelt veröffentlicht regelmäßig sogenannte Arcade- oder Casual-Games, meist mithilfe von Adobe Flash.
Netzwelt beinhaltet darüber hinaus einen virtuellen Tarifrechner für DSL- und Stromverträge. Außerdem wurde von April 2011 bis September 2017 auf YouTube unter dem Namen netzwelt tv ein eigener Kanal betrieben, in dem regelmäßig Interviews, Kommentare und Testberichte als Video erscheinen.

## Struktur
Im Jahr 2019 beschäftigte Netzwelt nach eigenen Angaben durchschnittlich 26 Mitarbeiter. Neben fest angestellten Mitarbeitern beschäftigt Netzwelt auch einige freie Journalisten und studentische Hilfskräfte. Die Gesellschafter sind wie folgt an Netzwelt beteiligt:
| Gesellschafter | Kapitalanteil | Prozent |
| -------------- | ------------- | ------- |
| Dirk Hottes    | 15.000,00 €   | 50 %    |
| Sascha Hottes  | 15.000,00 €   | 50 %    |
|                | 30.000,00 €   | 100 %   |